# 1702年皇位繼承法令
《1702年皇位繼承法令》（英語：Demise of the Crown Act 1702；1 Anne c 2）是英格蘭國會的一項法令，至今仍部分有效。該法令取消了所有法律程序在國君駕崩時自動終結的規則。

## 外部連結
- The Demise of the Crown Act 1702 （页面存档备份，存于）, as amended, from Legislation.gov.uk.